# Gmina Olszyna
Gmina Olszyna je polská městsko-vesnická gmina v okrese Lubáň v Dolnoslezském vojvodství. Sídlem gminy je město Olszyna. V roce 2010 zde žilo 6 603 obyvatel.
Gmina má rozlohu 47,16 km², zabírá 11% rozlohy okresu. Skládá se z 9 starostenství.

## Starostenství
Biedrzychowice, Bożkowice, Grodnica, Kałużna, Karłowice, Krzewie Małe, Nowa Świdnica, Olszyna Dolna, Zapusta